# Michael Karkoc
Michael Karkoc (ukr. Михайло Каркоць, Mychajło Karkoć, ur. 6 marca 1919 w Łucku na terenie obecnej Ukrainy, zm. 14 grudnia 2019 w Minneapolis) – ukraiński oficer, który służył w Ukraińskim Legionie Samoobrony (USDL), a następnie w Waffen-SS podczas II wojny światowej. Podejrzany o popełnienie zbrodni przeciwko ludzkości.

## II wojna światowa
Karkoć był członkiem tzw. Ukraińskiego Legionu Samoobrony (właściwie 31. Schutzmannschafts-Bataillon der SD), będącego jednostką złożoną z ochotników podległą SS, piastował w niej funkcję dowódcy 2. kompanii. Według zachowanych dokumentów i zeznań członków kompanii złożonych po zakończeniu wojny, kompania ta przeprowadziła 23 lipca 1944 pacyfikację wsi Chłaniów na terenie Lubelszczyzny. Był to odwet za zabicie przez partyzantów radzieckich i AL niemieckiego oficera łącznikowego Legionu. Podczas tej pacyfikacji zostało zamordowanych 44 mieszkańców wsi Chłaniów i Władysławin.
Ukraiński Legion Samoobrony, w tym kompania Karkocia, uczestniczył także w pacyfikacji powstania warszawskiego we wrześniu 1944 r., operując na terenie Czerniakowa i Puszczy Kampinoskiej, a następnie po upadku powstania jednostka walczyła na terenie południowej Polski i przeciwko partyzantce komunistycznej w Słowenii.
Według zachowanych w Instytucie Pamięci Narodowej dokumentów, Karkoc po raz ostatni żołd odebrał 8 stycznia 1945 w Krakowie. Jego dalsze losy pozostają nieznane, prawdopodobnie dostał się do niewoli amerykańskiej.

## Okres powojenny
Po wojnie Mychajło Karkoć wyemigrował do USA w 1949. W oświadczeniu złożonym przed urzędem imigracyjnym oświadczył on wtedy, iż w czasie wojny nie służył w żadnej jednostce wojskowej i kilka lat później został naturalizowanym obywatelem USA. Osiedlił się w ukraińskiej dzielnicy miasta Minneapolis, angażując się tam między innymi w działalność organizacji zrzeszającej Amerykanów pochodzenia ukraińskiego.
W 1972 zapadł wyrok wydany przez polski sąd wobec jednego z podległych Karkociowi dowódców plutonów.
W 1995 Karkoc opublikował swój pamiętnik w małym nakładzie, w języku ukraińskim. Przyznawał się on w tej publikacji do służby w SS, w tym w okresie pacyfikacji wsi Chłaniów i Władysławin, jednocześnie nie wspominając o samej masakrze. Książka zwróciła uwagę "łowcy nazistów" Stephena Ankiera, który rozpoczął zbieranie informacji o Karkociu, a w 2013 roku zainteresował tym tematem agencję Associated Press. O fakcie, iż Karkoc mieszka w USA, agencja poinformowała w czerwcu 2013 roku.
W marcu 2017 roku na wniosek prokuratora Oddziałowej Komisji Ścigania Zbrodni przeciwko Narodowi Polskiemu IPN Sąd Rejonowy Lublin-Zachód wydał nakaz aresztowania Michaela Karkoca w związku z podejrzeniem, że dowodził on pacyfikacją Chłaniowa i Władysławina. Pion śledczy IPN zapowiedział wystąpienie do USA z wnioskiem o ekstradycję podejrzanego. Karkoc zmarł w USA 14 grudnia 2019 roku.